# Пајне
Пајне (њем. Peine) град је у њемачкој савезној држави Доња Саксонија. Једно је од 8 општинских средишта округа Пајне. Према процјени из 2010. у граду је живјело 49.188 становника. Посједује регионалну шифру (AGS) 3157006.

## Географски и демографски подаци
Пајне се налази у савезној држави Доња Саксонија у округу Пајне. Град се налази на надморској висини од 68 метара. Површина општине износи 119,6 km². У самом граду је, према процјени из 2010. године, живјело 49.188 становника. Просјечна густина становништва износи 411 становника/km².

## Међународна сарадња
| Мјесто  | Држава               | Врста сарадње | Од    |
| ------- | -------------------- | ------------- | ----- |
|         | Пољска               | партнерство   | 1996. |
| Москва  | Русија               | пријатељство  | 1989. |
| Хејнола | Финска               | партнерство   | 1990. |
| Хејвуд  | Уједињено Краљевство | партнерство   | 1967. |
| Извор   |                      |               |       |